# جودي أناستا
جودي لي أناستا (بالإنجليزية: Jodi Gordon)‏ (ولدت 1 فبراير 1985) ممثلة وعارضة أزياء أسترالية، من عام 2005 إلى عام 2010 قامت بدور مارثا ماكنزي في مسلسل ذهابا وإيابا. فازت جوردون بجائزة لوجي لأفضل موهبة جديدة في عام 2006. تنافست جوردون في الموسم الثامن من الرقص مع النجوم وقدمت أول ظهور لها في فيلم الكأس (2011)، لعب جوردون دور مدرس اللغة الإنجليزية إيلي كونواي في جيران.

## روابط خارجية
- جودي أناستا على موقع IMDb (الإنجليزية)
- جودي أناستا على موقع ألو سيني (الفرنسية)
- جودي أناستا على موقع أول موفي (الإنجليزية)
- جودي أناستا على موقع كينوبويسك (الروسية)